# Luther Vandross
Luther Vandross, pseudonimo di Luther Ronzoni Vandross Jr. (New York, 20 aprile 1951 – Edison, 1º luglio 2005), è stato un cantautore statunitense.
Nella sua carriera ha venduto 40 milioni di dischi e vinto 8 Grammy Award, di cui quattro volte come "migliore performance vocale maschile R&B", e nel 2004 come "canzone dell'anno" per il brano Dance with My Father, scritta insieme a Richard Marx. Le sue eccezionali doti vocali lo hanno portato ad essere considerato uno dei più grandi cantanti maschili di musica leggera di tutti i tempi e gli hanno valso l'appellativo di The velvet voice (Voce di velluto).

## Biografia
Luther Ronzoni Vandross Jr. nacque nel quartiere newyorkese di Lower East Side a Manhattan, il futuro cantante era il quarto figlio dell'infermiera Mary Ida Vandross e del tappezziere e cantante Luther Vandross, Sr. All'età di tre anni, possedendo un fonografo, Vandross impara da autodidatta a suonare il piano.
Il padre muore di diabete quando Vandross Jr. ha solo otto anni; gli ha dedicato in seguito la canzone Dance with My Father nel 2003. Al contrario sua madre è sopravvissuta a tutti e 4 i suoi figli, che ha visto morire di diabete o d'asma.
Nel 1969 Vandross si diploma alla William Howard Taft High School nel Bronx, e si iscrive alla Western Michigan University per un anno, prima di lasciare gli studi per proseguire la carriera musicale.

## Carriera
Ha iniziato la sua carriera come cantante nel gruppo di Gregg Diamond, ovvero i Bionic Boogie, con la fortunata canzone Hot Butterfly, per poi passare quindi nei Change, formazione creata dai produttori e musicisti italiani Mauro Malavasi, Paolo Gianolio e Davide Romani. I brani da lui cantati (The Glow Of Love e Searching) sono stati dei grandi successi e successivamente sono stati inclusi nelle antologie da solista del cantante.
Ha formato quindi il quintetto funky dei Luther insieme agli ex membri degli Shades of Jade Anthony Hinton, Diane Sumler, Theresa V. Reed e Christine Wiltshire. Il gruppo ha realizzato alcuni singoli che hanno riscosso un discreto successo, mentre i loro unici due album, Luther del 1976 e This Close to You del 1977, non sono riusciti ad entrare nelle classifiche. Quando la casa discografica abbandona il gruppo, Vandross acquisisce i diritti sui due album per evitare che vengano ripubblicati.
Il primo album da solista viene pubblicato nel 1981, e si intitola Never Too Much. Il brano omonimo viene remixato nel 1989 in una nuova versione house. Nello stesso anno riceve il suo primo Grammy Award per il brano Here and Now. Con gli album che seguono continua a riscuotere sempre maggiore successo e diventa uno dei cantanti americani più seguiti ed apprezzati. Di pari passo al successo aumenta anche il suo peso, che lo porta ad una obesità, risolta agli inizi del successivo decennio con una significativa perdita dei chili in eccesso.
Nel 1992 duetta con Janet Jackson nel brano The Best Things in Life Are Free, pezzo di stampo pop-house tratto dalla colonna sonora del film Pioggia di soldi. La sua carriera ha un rilancio internazionale grazie a un fortunato duetto con Mariah Carey. Insieme ripropongono un grande successo precedentemente cantato da Lionel Richie e Diana Ross intitolato Endless Love. Nello stesso periodo fonda la sua etichetta discografica, denominata LV. Registra un duetto con Frank Sinatra incluso nell'album Duets del brano The Lady Is a Tramp.
Alla fine degli anni novanta esce un suo nuovo singolo prodotto dal team Masters at Work (Kenny Dope e Little Louie Vega), molto conosciuti nell'ambito della musica house intitolato Are You Using Me, che lo riavvicina al pubblico delle discoteche. Nell'anno 2003 esce l'album Dance with My Father che viene premiato con ben quattro Grammy Award. L'anno successivo la sua salute subisce un grave colpo a causa di un ictus che lo costringe praticamente al ritiro dalle scene e il 1º luglio 2005 l'artista viene a mancare.

## Edizioni postume
Ad agosto del 2006 viene pubblicata una raccolta dei suoi più grandi successi intitolata The Ultimate Luther Vandross, arricchita da due inediti, uno dei quali prodotto dai famosi Jimmy Jam e Terry Lewis e intitolato Shine, di cui viene pubblicato un remix ad opera di Freemasons, artefici anche del remix di Deja Vu (2006) della cantante Beyoncé con cui Vandross aveva duettato qualche anno prima. Nell'estate del 2007 la canzone viene nuovamente riproposta dal duo BootyLuv.

## Vita privata
Vandross non è mai stato sposato né ha mai avuto figli.
Nel 2006 Bruce Vilanch, lungo amico e collega di Vandross, rivelò al periodico Out: «Un giorno mi disse: "Nessuno sa cosa sono nella vita". ...Aveva pochissimi contatti sessuali o relazioni»; secondo Vilanch, Vandross ha condiviso la relazione romantica più duratura della sua vita con un uomo, mentre vivevano a Los Angeles, tra la fine degli anni ottanta e l'inizio degli anni novanta.
Alla fine del 2017, 12 anni dopo la morte del cantante, la migliore amica di Vandross, la cantante Patti LaBelle, ha confermato che egli era omosessuale, ma anche consapevole del fatto che fare coming out sarebbe stato dannoso per la sua carriera, dato che la maggior parte del suo pubblico era costituito da donne, spesso anche attratte da lui: queste stesse parole verranno poi affermate anche dal cantante Ricky Martin, dopo aver lui stesso fatto coming out. LaBelle ha condiviso che «Vandross aveva molte fan donne» e «semplicemente non voleva sconvolgere il mondo».
Inoltre nel dicembre 1985, Vandross intentò una causa per diffamazione contro una rivista britannica, dopo che quest'ultima aveva attribuito la sua drastica perdita di peso (di 38,5 kg) all'AIDS, e additandolo perciò come omosessuale, visto che all'epoca ancora la malattia veniva erroneamente considerata come propria soltanto dei gay. In realtà Vandross perse peso per via di una dieta che aveva da poco cominciato, visto che era arrivato a pesare oltre 147 kg.

## Discografia

### Album in studio
- 1977 – This Close to You
- 1981 – Never Too Much
- 1982 – Forever, for Always, for Love
- 1983 – Busy Body
- 1985 – The Night I Fell in Love
- 1986 – Give Me the Reason
- 1988 – Any Love
- 1991 – Power of Love
- 1993 – Never Let Me Go
- 1995 – This Is Christmas
- 1996 – Your Secret Love
- 1998 – I Know
- 2001 – Luther Vandross
- 2002 – Home for Christmas
- 2003 – Dance with My Father

### Album dal vivo
- 2003 – Live at Radio City Music Hall

### Album tributo
- 1994 – Songs

### Raccolte
- 1989 – The Best of Luther Vandross... The Best of Love
- 1995 – Greatest Hits 1981-1995
- 1997 – One Night with You - The Best of Love Vol. 2
- 1998 – Always & Forever - The Classics
- 1998 – Love Is on the Way
- 2001 – The Ultimate Luther Vandross
- 2003 – The Essential Luther Vandross
- 2005 – The Ultra Selection
- 2006 – The Ultimate Luther Vandross